# Manoir du Liez
Le manoir du Liez est situé à Kergrist en France.

## Localisation
Le manoir est situé sur le territoire de la commune de Kergrist, au lieu-dit le Liez, dans le département du Morbihan en région Bretagne.

## Description
Le manoir date du XVIIe siècle, édifice à un étage carré, élévation à travées, toiture à longs pans couverte en ardoises. Escalier dans-œuvre : escalier tournant à retours sans jour.

## Historique
Le logis et les parties agricoles sont datés de 1608.
Le manoir est inscrit à l'inventaire général du patrimoine culturel en 1986.